# Jeff Dunham

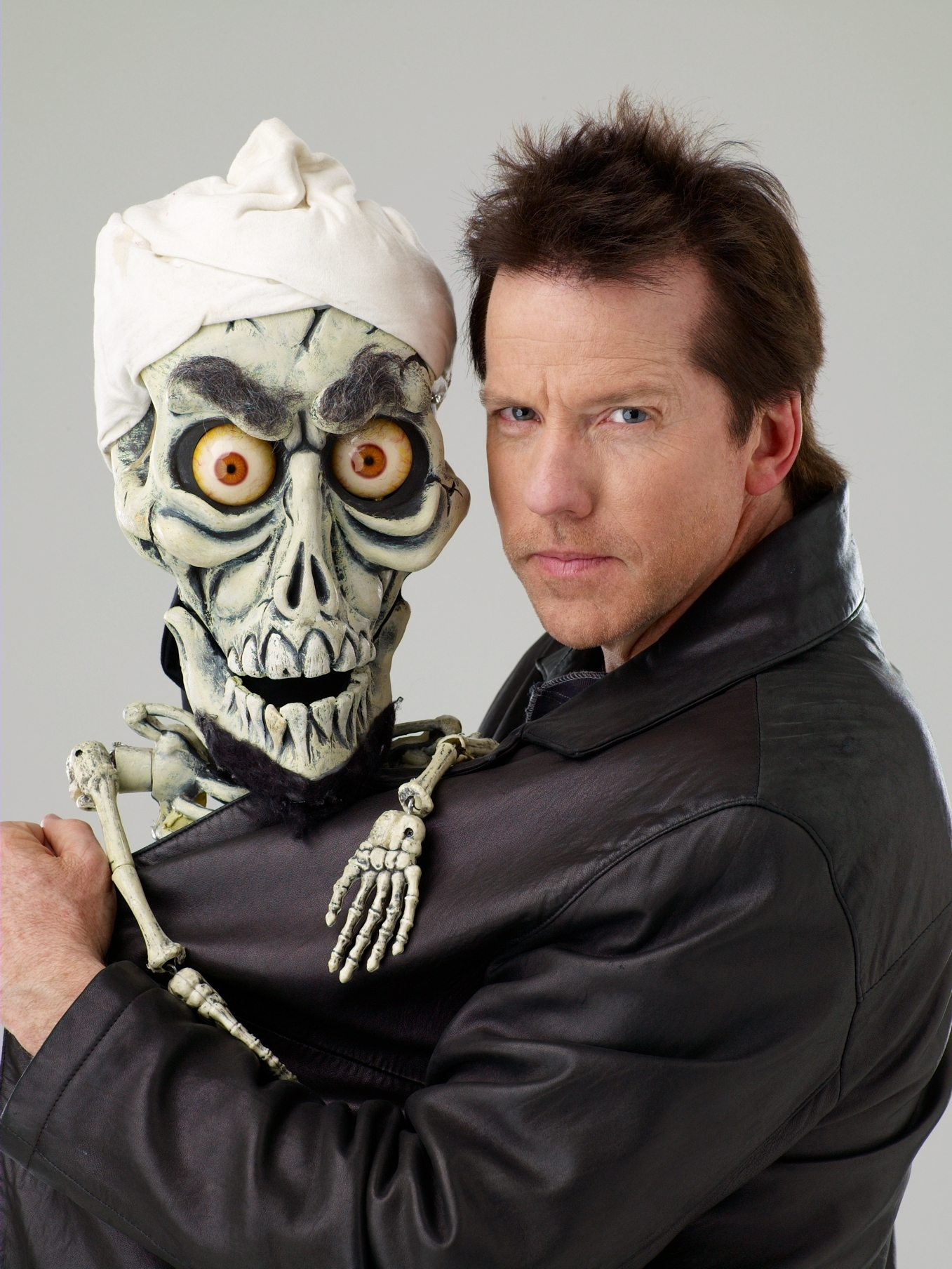
Jeff Dunham und seine Figur Achmed the dead terrorist

Jeff Dunham (* 18. April 1962 in Dallas, Texas) ist ein US-amerikanischer Bauchredner und Standup-Comedian, der vor allem durch seine verschiedenen von ihm selbst gefertigten Handpuppen bekannt ist, denen er eine Stimme gibt.
Seine Puppen sind unter anderem:
- ein so genanntes Woozle namens Peanut
- ein Walter genannter griesgrämiger alter Mann
- ein toter Terrorist namens Achmed
- der Sohn Achmeds, Achmed Jr.
- Jeffs afroamerikanischer Manager Sweet Daddy Dee
- ein Superheld der Melvin genannt wird
- ein Südstaatler namens Bubba J. mit Vorlieben für Bier und NASCAR
- ein sich nur mit dem Smartphone beschäftigender Junge namens Url
- sowie José Jalapeño – eine sprechende Chilischote am Stiel

In seinen Vorführungen spielt Dunham gern den moralisch perfekten Menschen gegenüber seinen Puppen, die sich normalerweise nicht besonders vorbildlich verhalten und sich zudem auf seine Kosten lustig machen.

## Leben und Veröffentlichungen
Dunham begann bereits in jungen Jahren, vor Publikum aufzutreten, z. B. in der Schule, in der Kirche sowie als Angestellter bei Six Flags. Noch während seiner Schulzeit machte er mit Auftritten auf Banketten für die lokale Prominenz auf sich aufmerksam, indem er die Puppen Dinge sagen ließ, die für ihn selbst zu riskant gewesen wären.
Seinen ersten Fernsehauftritt hatte Dunham als Student in einem Datsun-Werbespot. Während dieser Zeit entwickelte er eine derartige Begeisterung für sein Handwerk, dass er und eine seiner Puppen Artikel in der Schulzeitung verfassten und er mit seinen Charakteren sogar auf den Titelseiten von Jahrbüchern zu finden war. Während des Studiums flog er an den Wochenenden im Land umher, um Privatvorstellungen bei zahlungskräftigen Kunden zu geben, beispielsweise bei General Electric, deren Vorsitzenden Jack Welch er in seinem Programm immer wieder gerne aufs Korn nahm. Nach seinem Abschluss an der Baylor University 1986 zog Dunham nach Los Angeles, ohne jemals eine echte Arbeit aufgenommen zu haben.
Am 18. Juli 2003 hatte Dunham seinen ersten Soloauftritt in der Fernsehshow Comedy Central Presents. Während seines halbstündigen Auftritts präsentierte er den Zuschauern seine Puppen José Jalapeño, Walter, Peanut sowie eine Erstversion von Melvin dem Superhelden. Der Auftritt war erfolgreich, jedoch weigerte sich Comedy Central zunächst, mehr Sendezeit zur Verfügung zu stellen. Mit Unterstützung seiner Managerin Judi Brown-Marmel sowie im Rahmen eines neuen Senderkonzepts durfte Dunham 2006 das einstündige Special Jeff Dunham: Arguing with myself in Santa Ana (Peanut behauptet beharrlich, die Stadt heiße „Sa-Nata-A-Na“) aufzeichnen. Die ausgestrahlte Sendung erreichte ein Millionenpublikum und verhalf Dunham endgültig zur Berühmtheit. Sein zweites Special Jeff Dunham: Spark of Insanity wurde ein Jahr später im Warner Theater in Washington aufgezeichnet und noch im selben Jahr auf DVD veröffentlicht. Die Weihnachtsedition Jeff Dunham's Very Special Christmas Special aus Milwaukee wurde 2008 bei ihrer Ausstrahlung von 6,6 Millionen Menschen am Fernsehschirm verfolgt und bescherte Comedy Central damit eine Rekordquote.
Neben seinen Auftritten veröffentlichte Dunham 2005 auch seine erste Musik-CD Don't Come Home for Christmas, die neben Original-Weihnachtsliedern auch Jingle Bombs, eine Parodie von Jingle Bells durch Achmed, den toten Terroristen enthält. Alle Lieder außer Jingle Bombs wurden von Brian Haner geschrieben und begleitet. Haner trat wahrnehmbar erstmals im Very Special Christmas Special auf.
Im März 2009 schloss Dunham einen umfangreichen Vertrag mit Comedy Central ab. Dieser enthielt ein 2010 auszustrahlendes viertes Stand-Up-Special, DVDs, eine Partnerschaft für Konsumprodukte, eine 60-Städte-Tour ab September 2010 und den Auftrag für eine Fernsehserie namens The Jeff Dunham Show, welche am 22. Oktober 2009 Premiere feierte. Die Serie war die meistgesehene Premierenshow in der Geschichte von Comedy Central.
Jeff Dunham war von 1990 bis 2009 verheiratet. Aus dieser Ehe hat er drei Töchter. Seit 12. Oktober 2012 ist er in zweiter Ehe mit der 18 Jahre jüngeren Audrey, geb. Murdick, verheiratet. Aus dieser Ehe gingen die Zwillinge Jack Steven und James Jeffrey hervor.
Im September 2022 nahm Dunham als Pi-Rat an der achten Staffel der US-amerikanischen Version von The Masked Singer teil und erreichte den 19. Platz.

## Die Puppen

### Walter
Walter ist ein alter, griesgrämiger Mann, der seit 1960 verheiratet ist. Er ist ein Veteran aus dem Vietnamkrieg und hat eine sehr sarkastische Ansicht über die heutige Zeit. Er kann seine Frau nicht wirklich leiden. Ein Teil jedes Auftritts mit Walter ist das Beantworten von Fragen aus dem Publikum. Die Fragen werden entweder vom Publikum direkt gestellt oder wie auf der DVD Arguing with myself vorher vom Publikum aufgeschrieben und in der Vorstellung spontan von Walter beantwortet. Gerne lässt Walter ein deutliches „I don't give a damn!“ (Mir doch egal!) verlauten.

### Peanut
Peanut ist ein Woozle, eine fiktive Figur, die auch bei Winnie Pooh vorkommt; der Name lehnt sich „Wiesel“ (engl. weazle) an. Peanut hat einen kleinen grünen Haarbüschel auf seinem Kopf und nur einen Schuh, den er gefunden hat. Er stammt aus Mikronesien; in Wirklichkeit wurde er in Salem/Virginia hergestellt. Peanut ist die einzige Puppe, die die Augenpartie nicht bewegen kann, was zwar die Mimik etwas einschränkt, aber der Bewegungsfreiheit mehr Raum gibt. Sein Markenzeichen ist es, mit der linken Hand durch das Haarbüschel zu fegen und „Neeeeeow!“ zu sagen. Peanut behauptet stets, Jeff Dunham würde man „Jeff-afa Dun-Ham“ aussprechen. Das Wort, welches er wohl am meisten benutzt, ist „freaking“. Die Interaktion mit dem Publikum ist wie bei Walter sehr hoch.

### José Jalapeño
José Jalapeño ist eine Chilischote auf einem Stab, die augenscheinlich aus Mexiko kommt. Er selbst behauptet allerdings, er wäre Kubaner und stamme aus Florida. José ist in der Bühnenshow eher der passive Part, der nur auf Fragen antwortet und alles mit einem „on a stick!“ (am Stiel) kommentiert. Neben Jeff selbst ist José das bevorzugte Angriffsziel für Peanut.

### Achmed, der tote Terrorist
Achmed ist ein skelettierter Selbstmordattentäter, der sich selbst in den Auftritten auf diese Art beschreibt: „I am a suicide bomber!“. Er konnte seinen Auftrag nie ausführen, weil er starb, als er an einer Tankstelle mit dem Handy telefonierte und somit die Tankstelle explodierte. Er wurde durch seine eigene Bombe getötet, da er den Timer falsch eingestellt hatte. Immer, wenn jemand einen Scherz auf seine Kosten macht, antwortet er mit einem „Silence – I kill you!“ („Schweigt – Ich bringe euch um!“). Achmed hat auch einen Sohn, der jedoch ebenfalls bei dem Zwischenfall an der Tankstelle ums Leben kam. Er begleitete Achmed im Rahmen des „Take your Daughters and Sons to Work Day“.

### Melvin, der Superheld
Melvin ist ein Superheld, dessen herausragendste Eigenschaft seine Nase ist. Seine einzige Superkraft ist der Röntgenblick, mit der er durch Kleidung blicken kann: „I love looking at boobies!“ (Ich schaue mir gerne Brüste an!). Durch Silikon kann er jedoch nicht hindurch schauen. Sein Kostüm stammt von eBay, dies soll aber ein Geheimnis bleiben: „that is a superhero secret“. Wie jeder Superheld hat er auch Schwachstellen, nach eigenen Angaben sind dies Muffins und Pornografie. Er kann zwar fliegen, aber nur so weit wie ihn Jeff Dunham werfen kann. Melvin ist verheiratet. Seine Frau hat seinen Angaben nach auch eine Superkraft, und zwar wird sie einmal im Monat böse. Nicht einmal Melvin kann sie in dieser Zeit stoppen.
Er hat zudem einen Hund mit Superkräften, aber eigentlich hat er sich nur Jeffs Chihuahua geliehen.

### Bubba J.
Bubba J. ist ein Nascar-Fan. Er hat nur zwei Hobbys: Nascar und Bier trinken, dabei bevorzugt er keine Marke: „Was ist dein Lieblingsbier?“ – „Ein offenes.“ Das J. steht für „Junior“ – er hat einen Bruder, dessen Vorname ebenfalls „Junior“ ist, dieser heißt „Junior J.“ Seine Frau hat er bei einer Familienzusammenführung kennengelernt. Sie heirateten im Wal-Mart, weil man so die Geschenke gleich umtauschen kann. Außerdem behauptet er, von Außerirdischen entführt worden zu sein.

### Sweet Daddy D.
Sweet Daddy D. ist ein erfolgreicher Afro-Amerikaner und der „neue“ Manager von Jeff Dunham. Er bezeichnet sich selbst als Zuhälter: „Player in a Management Position“ = Pimp. Jeff Dunham nennt er eine Hure: „You’re the hoe.“ Seine Markenzeichen sind das schmatzende Hochziehen der Oberlippe und der Kommentar: „That is funny shit!“ (Das ist ganz schön lustig!).

### Url
Url ist ein an seiner Umwelt wenig interessierter Jugendlicher, der sich durchwegs mit seinem Smartphone beschäftigt und Nachrichten textet. Statt sich mit Jeff zu unterhalten, textet er ihm lieber über das Smartphone. Kommentar: „Warum sollen wir reden, wenn wir texten können?“ In den Ohren trägt er Apple AirPods, auf dem Kopf eine blaue Mütze. Sein Unterlippe steht deutlich hervor.

## The Jeff Dunham Show
Vom 22. Oktober bis 10. Dezember 2009 lief auf Comedy Central die erste und bislang einzige Staffel der The Jeff Dunham Show (donnerstags, Pilot + 6 Folgen). Die Show ist eine Mischung aus Stand-up-Comedy und Einspielern, die Dunhams Puppen sozusagen ins reale Leben schicken: So waren Dunham und Walter in der ersten Show bei einem Psychiater und Bubba J. lernte das Schießen an einem Schießstand. Seit dem 12. September 2010 ist die Serie auch in der deutschen Version von Comedy Central zu sehen.

## Diskografie & TV Specials
- 2006: Arguing With Myself, CD und DVD (US: ×2020-fach-Platin (Videoalbum) )
- 2007: Spark of Insanity, CD und DVD (US: ×2020-fach-Platin (Videoalbum) )
- 2008: Don’t Come Home for Christmas, CD
- 2008: Very Special Christmas Special, DVD (US: ×10Zehnfachplatin (Videoalbum) )
- 2009: The Jeff Dunham Collection, DVD (nur USA und UK)
- 2011: Controlled Chaos, CD und DVD (US: ×5Fünffachplatin (Videoalbum) )
- 2012: Minding the Monsters, CD und DVD (US: ×4Vierfachplatin (Videoalbum) )[6]
- 2013: Identity Crisis
- 2014: All over the Map
- 2015: Unhinged in Hollywood
- 2017: Relative Desaster
- 2019: Beside himselve
- 2020: Jeff Dunham's Completely Unrehearsed Last-Minute Pandemic Holiday Special
- 2022: Me The People

## Filmografie (Auswahl)
- 2006: 30 Rock (Fernsehserie, Episode Stone Mountain)
- 2007: Delta Farce
- 2010: Dinner für Spinner (Dinner for Schmucks)
- 2017: Die Schlümpfe – Das verlorene Dorf (Smurfs: The Lost Village, Stimme)

## Bibliographie
- 2010: All By My Selves